# Campionati del mondo di atletica leggera indoor 2012 - 800 metri piani femminili
La gara degli 800 metri piani femminili si è tenuta il 9 (batterie) e l'11 marzo 2012. Ha visto la partecipazione di 18 atlete.
Gli standard di qualificazione erano:
- 2:03.50 outdoor
- 1:59.50 indoor

## Risultati

### Batterie
Vanno in finale la prima di ogni batteria più i 3 migliori tempi
| Pos | Batteria | Nome                 | Nazione                | Tempo   | Note          |
| --- | -------- | -------------------- | ---------------------- | ------- | ------------- |
| 1   | 3        | Elena Kofanova       | Russia (bandiera)      | 1:59.80 | Q             |
| 2   | 3        | Erica Moore          | Stati Uniti (bandiera) | 2:00.24 | q, PB         |
| DQ  | 1        | Yuliya Rusanova      | Russia (bandiera)      | 2:00.26 | Q, SB, Doping |
| 4   | 1        | Pamela Jelimo        | Kenya (bandiera)       | 2:00.32 | q             |
| 5   | 1        | Nataliia Lupu        | Ucraina (bandiera)     | 2:01.17 | q, PB         |
| 6   | 3        | Merve Aydın          | Turchia (bandiera)     | 2:01.19 | NR            |
| 7   | 2        | Fantu Magiso         | Etiopia (bandiera)     | 2:01.69 | Q, PB         |
| 8   | 2        | Maryna Arzamasava    | Bielorussia (bandiera) | 2:02.05 |               |
| 9   | 3        | Eléni Filándra       | Grecia (bandiera)      | 2:02.67 |               |
| 10  | 1        | Lenka Masná          | Rep. Ceca (bandiera)   | 2:03.08 |               |
| 11  | 1        | Phoebe Wright        | Stati Uniti (bandiera) | 2:03.11 |               |
| 12  | 2        | Carolin Walter       | Germania (bandiera)    | 2:03.61 |               |
| 13  | 2        | Marilyn Okoro        | Regno Unito (bandiera) | 2:04.06 |               |
| 14  | 2        | Malika Akkaoui       | Marocco (bandiera)     | 2:04.20 |               |
| 15  | 3        | Elena Popescu        | Moldavia (bandiera)    | 2:05.24 | PB            |
| 16  | 2        | Rabia Ashiq          | Pakistan (bandiera)    | 2:27.03 | PB            |
| 17  | 1        | Woroud Sawalha       | Palestina (bandiera)   | 2:51.87 | PB            |
|     | 3        | Elisa Cusma Piccione | Italia (bandiera)      | DNF     |               |

### Finale
Finale partita alle 15:35
| Rank | Nome            | Nazione                | Time    | Notes  |
| ---- | --------------- | ---------------------- | ------- | ------ |
| 1    | Pamela Jelimo   | Kenya (bandiera)       | 1:58.83 | WL, NR |
| 2    | Nataliia Lupu   | Ucraina (bandiera)     | 1:59.67 | PB     |
| 3    | Erica Moore     | Stati Uniti (bandiera) | 1:59.97 | PB     |
| 4    | Fantu Magiso    | Etiopia (bandiera)     | 2:00.30 | PB     |
| 5    | Elena Kofanova  | Russia (bandiera)      | 2:00.67 |        |
| DQ   | Yuliya Rusanova | Russia (bandiera)      | 2:01.87 | Doping |